# Teatr Comoedia

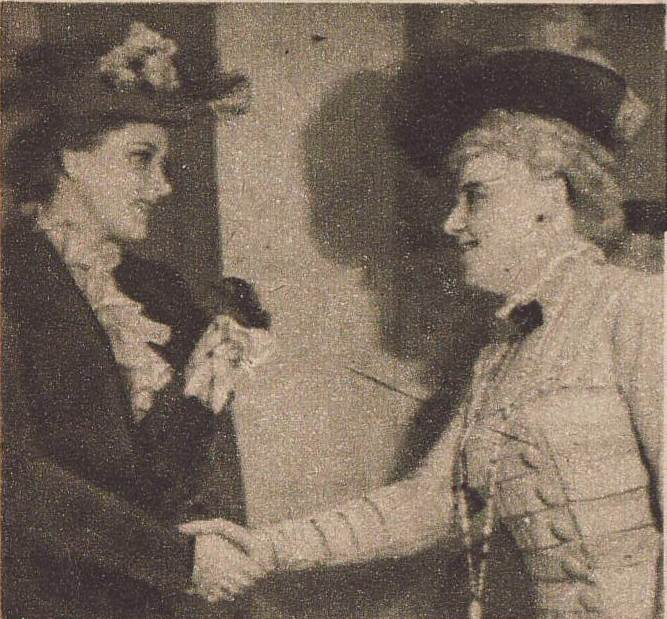
Wanda Jarszewska i Stanisława Angel-Engelówna w sztuce "Szczęście Frania", Teatr Comoedia w Warszawie

Teatr Comoedia – teatr w Warszawie działający w okresie od 29 grudnia 1934 do 30 lipca 1935 przy ul. Karowej 18A, w rotundzie zbudowanej przez Ignacego Paderewskiego. Dyrektorem, reżyserem i scenarzystą był Eugeniusz Poreda. W teatrze wystawiano współczesne sztuki polskie o tematyce społecznej.
Po II wojnie światowej teatr reaktywowano jako część Miejskich Teatrów Dramatycznych w sali przy ul. Szwedzkiej 2.